# Pinheiro Airport
Pinheiro Airport är en flygplats i Brasilien.   Den ligger i kommunen Pinheiro och delstaten Maranhão, i den nordöstra delen av landet, 1 500 km norr om huvudstaden Brasília. Pinheiro Airport ligger 3 meter över havet.
Terrängen runt Pinheiro Airport är mycket platt. Närmaste större samhälle är Pinheiro, 4,5 km söder om Pinheiro Airport.
Trakten runt Pinheiro Airport består huvudsakligen av våtmarker. Runt Pinheiro Airport är det ganska glesbefolkat, med 43 invånare per kvadratkilometer.